# H. Geiger Stein- und Schotterwerke

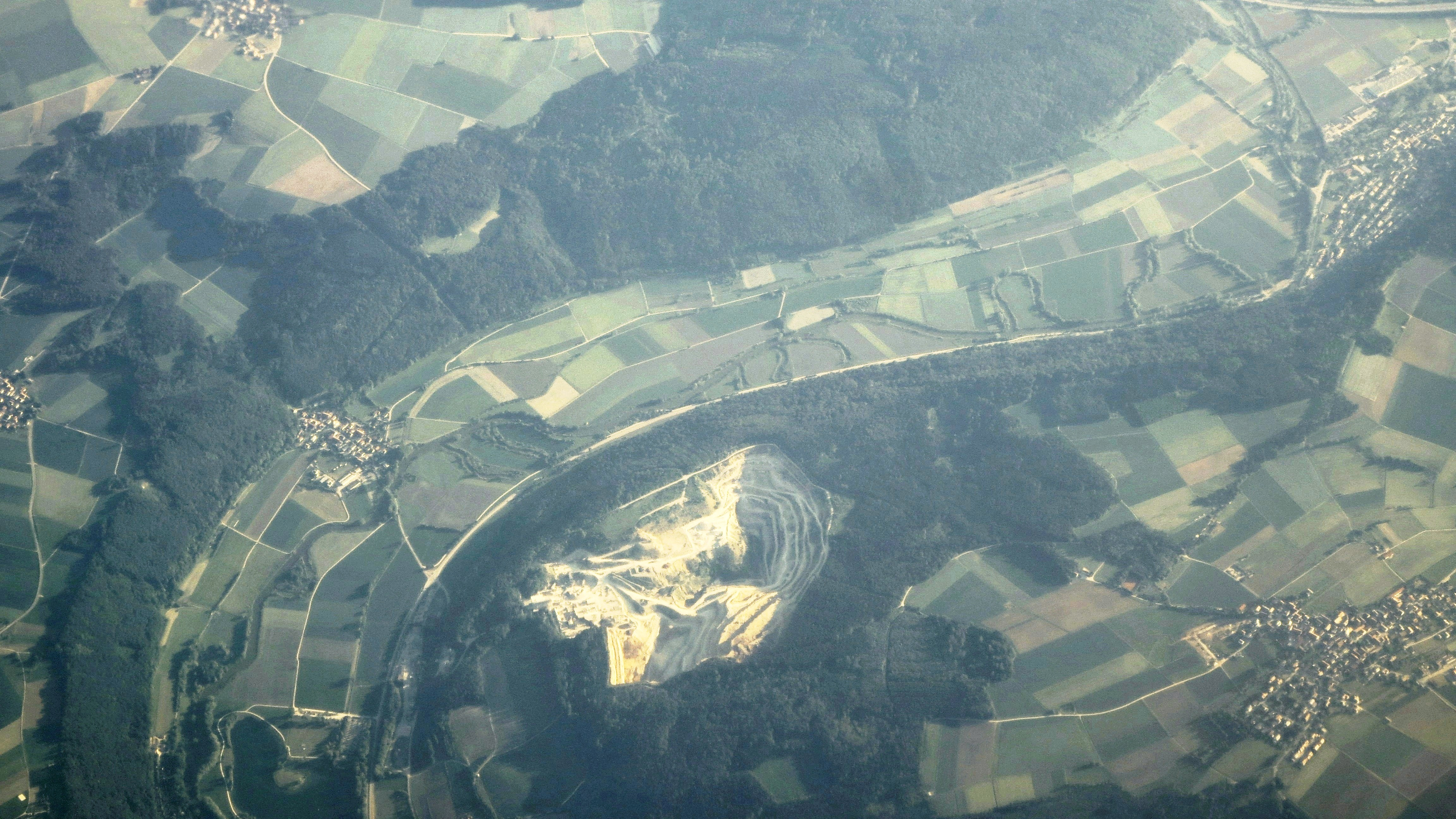
Luftbild des Geiger-Steinbruchs in Pfraundorf

Die H. Geiger Stein- und Schotterwerke GmbH ist ein Unternehmen der Baustoffindustrie mit Sitz in Pfraundorf bei Kinding im oberbayerischen Landkreis Eichstätt.

## Geschichte
Das Unternehmen wurde 1929 durch Hermann Geiger als Steinbruch und Schotterunternehmen gegründet.

## Geiger-Gruppe

### H. Geiger Stein- und Schotterwerke
Das Unternehmen produziert Schotter und baut Jura-Marmor in vier Steinbrüchen ab. Der größte Steinbruch ist immer noch der am Sitz in Pfraundorf. Mit einer Abbaufläche von 55 Hektar handelt es sich um den größten Steinbruch Bayerns. 1978 wurde der Steinbruch bei Sindlbach im Landkreis Neumarkt in der Oberpfalz erworben. Vier Jahre später, 1982, folgte die Übernahme des Steinbruch ins Ittling bei Simmelsdorf. 2009 wurde der Dolomit-Steinbruch im Ortsteil Wasserzell der Stadt Eichstätt übernommen.

### Pusch-Bau
Pusch Bau wurde 1950 in Regensburg gegründet. 1975 wurde das Bauunternehmen von der Geiger-Gruppe übernommen. Fünf Jahre später wurde der Sitz der Pusch-Bau auf das Betriebsgelände von Geiger nach Pfraundorf verlegt. Das Unternehmen ist insbesondere im Straßen- und Asphaltbau tätig.

### Zeidler & Wimmel
Das Steinmetz- und Natursteinunternehmen mit Sitz in Kirchheim in Unterfranken wurde 2004 von der Geiger-Gruppe erworben. Zuvor war es Teil der Philipp Holzmann AG.

### Weitere Unternehmen
Seit 1981 betreibt Geiger über die IAM Ingolstädter Asphaltmischwerke GmbH & Co. KG ein Asphaltmischwerk in Großmehring. Die Max Balz GmbH & Co. betreibt einen Natursteinbruch in Pappenheim und ist seit 2005 ein Tochterunternehmen der Geiger-Gruppe. Seit 2006 ist die Betonwerk Freystadt GmbH & Co. KG ein 100%iges-Tochterunternehmen, nachdem bereits seit 1995 50 % der Anteile zur Geiger-Gruppe gehörten.